# 古澤佳寛
古澤 佳寛（ふるさわ よしひろ、1978年2月25日 - ）は、日本の映画プロデューサー。STORY株式会社代表取締役社長、東宝株式会社映画企画部副所属。
父親は「スター・ウォーズ」「ホーム・アローン」「スピード」「ダイ・ハード」「インデペンデンス・デイ」など数々の映画を大ヒットに導いた伝説の宣伝プロデューサー古澤利夫。

## 経歴
東京都出身。2000年、明治大学文学部卒業。同年東宝に入社し、映画館勤務やセールス勤務を経て新規事業の立ち上げを複数担当。
2012年より映像事業部アニメ事業室長に就任し、TOHO animationの責任者を務める。映画「君の名は。」「僕のヒーローアカデミア THE MOVIE 〜2人の英雄〜」などを製作。
2017年9月、東宝に在籍のままSTORY inc.を設立し、代表取締役社長に就任。
2019年、STORY Chinaを上海に設立。シリーズ累計750億円突破の大ヒット中国映画の最新作「唐人街探案3～東京編～」のプロデューサーを務める。同年、「天気の子」で東宝初となる試写会ゼロ全国一斉上映を企画。

## 作品一覧

### 実写映画
2011年
- DOCUMENTARY of AKB48 to be continued 10年後、少女たちは今の自分に何を思うのだろう?（プロデューサー）

2012年
- DOCUMENTARY of AKB48 Show must go on 少女たちは傷つきながら、夢を見る（プロデューサー）
- Beyond the ONEDAY Story of 2PM & 2AM（企画プロデュース）

2013年
- DOCUMENTARY of AKB48 NO FLOWER WITHOUT RAIN 少女たちは涙の後に何を見る?（プロデューサー）
- ナオト・インティライミ冒険記 旅歌ダイアリー（エグゼクティブプロデューサー）

2014年
- ニシノユキヒコの恋と冒険（エグゼクティブプロデューサー）
- 薔薇色のブー子（プロデューサー）

2015年
- アイドルの涙 DOCUMENTARY of SKE48（プロデューサー）
- 悲しみの忘れ方 Documentary of 乃木坂46（プロデューサー）
- 探検隊の栄光（エグゼクティブプロデューサー）

2016年
- 尾崎支配人が泣いた夜 DOCUMENTARY of HKT48（プロデューサー）
- 道頓堀よ、泣かせてくれ! DOCUMENTARY of NMB48（プロデューサー）
- 存在する理由 DOCUMENTARY of AKB48（プロデューサー）
- Born in the EXILE 三代目J Soul Brothersの奇跡（エグゼクティブプロデューサー）

2017年
- あさひなぐ（エグゼクティブプロデューサー）

2019年
- 映画刀剣乱舞-継承-（企画）

2022年
- 百花（製作）

2025年
- 8番出口（製作）

### アニメ映画
2009年
- ピューと吹く!ジャガー いま、吹きにゆきます（企画）

2013年
- 聖☆おにいさん（プロデューサー）
- 攻殻機動隊ARISE border:1 Ghost Pain（チーフプロデューサー）
- 攻殻機動隊ARISE border:2 Ghost Whispers（チーフプロデューサー）

2014年
- Wake Up, Girls! 七人のアイドル（製作）
- 攻殻機動隊ARISE border:3 Ghost Tears（チーフプロデューサー）
- 攻殻機動隊ARISE border:4 Ghost Stands Alone（チーフプロデューサー）

2015年
- 劇場版 PSYCHO-PASS サイコパス（製作）
- リトルウィッチアカデミア 魔法仕掛けのパレード（アソシエイトプロデューサー）
- 攻殻機動隊 新劇場版（エグゼクティブプロデューサー）

2016年
- 君の名は。（エグゼクティブプロデューサー）

2017年
- 打ち上げ花火、下から見るか? 横から見るか?（エグゼクティブプロデューサー）

2018年
- 僕のヒーローアカデミア THE MOVIE ～2人の英雄（ヒーロー）～（製作）
- GODZILLA 星を喰う者（エグゼクティブプロデューサー）
- GODZILLA 決戦機動増殖都市（エグゼクティブプロデューサー）
- GODZILLA 怪獣惑星（エグゼクティブプロデューサー）

2019年
- 天気の子（エグゼクティブプロデューサー）
- 空の青さを知る人よ（製作）

2022年
- バブル（製作）
- すずめの戸締まり（エグゼクティブプロデューサー）

2024年
- ふれる。（製作）
- きみの色（製作）

### テレビドラマ
- 舞妓さんちのまかないさん（製作）